# پروتئین پی‌جی‌پی
پروتئین پی‌جی‌پی از پروتئین‌های موجود در غشاء سلولی است.

## تعداد پروتئین پی‌جی‌پی در غشاء سلولی
تعداد این پروتئین در غشاء سلول‌های نرمال بین ۷۰۰-۱۲۰۰ می‌باشد اما تعدادش در سلول‌های سرطانی که مواد شیمیایی طی شیمی درمانی وارد آنها شده به ۱,۰۰۰,۰۰۰ می‌رسد.

## ساختمان پروتئین پی‌جی‌پی
این پروتئین به صورت کانال باز است و باعث بیرون رفتن داروها از سلول‌های سرطانی می‌شود.

## روش جلوگیری از افزایش پروتئین پی‌جی‌پی در غشاء سلولی
از اولیگونوکلئوتیدها برای کنترل تعداد این پروتئین در سلول‌ها استفاده می‌شود. اولیگونوکلئوتید مورد نظر پس از ورود به سلول و رسیدن به هسته سلول با چسبیدن به آٰران‌ای پیک یا mRNA و فعال شدن آنزیم RNase H باعث شکسته شدن بخش مورد نظر از آران‌ای پیک و جلوگیری از ساخته شدن بیشتر پروتئین P-gp در غشاء سلولی می‌شود.